# Maria Johanna Baptista Rutz

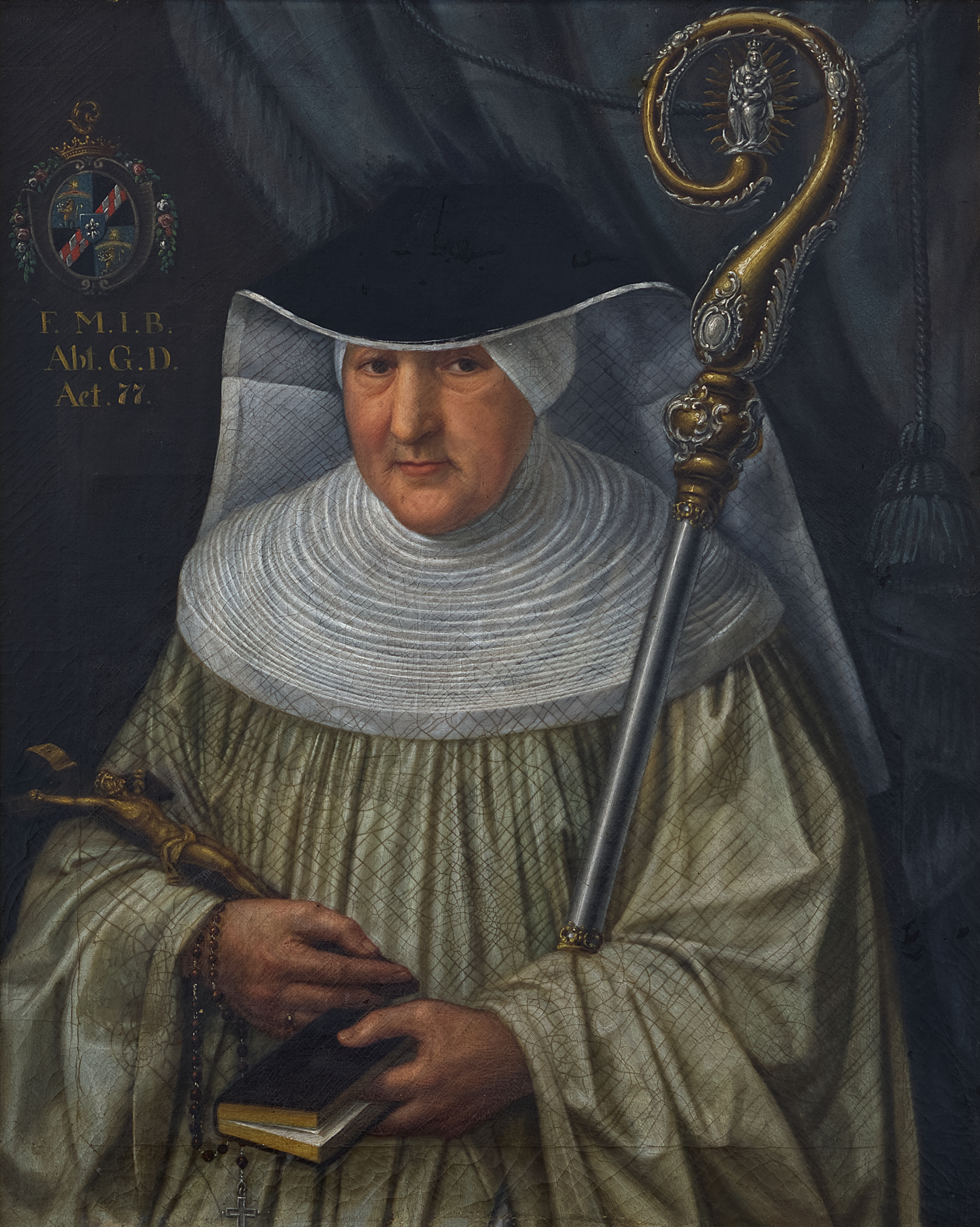
Portrait der Maria Johanna Baptista Rutz (1777–1854)

Maria Johanna Baptista Rutz (* 6. April 1777 in Mosnang; † 14. März 1854 im Kloster Paradies, Schlatt TG) war die letzte Äbtissin des Klosters Tänikon im Kanton Thurgau.

## Biografie

### Familie und Klosterleben
Über die frühen Jahre von Maria Johanna Baptista Rutz, geboren am 6. April 1777 in Mosnang als Tochter des Johann Rudolf Rutz, ist nichts bekannt. Zehnder bezeichnet die Rutz als «gutbürgerliche» Toggenburger Familie.
Mit 16 Jahren trat sie ins Zisterzienserinnenkloster in Tänikon im Kanton Thurgau ein und legte bereits ein Jahr später, am 15. Juni 1794, die Profess ab. Am 28. Februar 1827 wurde sie zur Äbtissin gewählt. Sie erlebte die Aufhebung des Klosters 1848 durch den Grossen Rat des Kantons Thurgau, verblieb aber mietsweise in Tänikon, bis sie am 24. August 1853 mit zwei Mitschwestern  ins ebenfalls aufgehobene Klarissenkloster Paradies (Schlatt, Thurgau) umgezogen war. Der Konvent lebte derweil von 1853 unter der Leitung von Priorin Maria Regina Stäzler im ehemaligen Kapuzinerkloster Frauenfeld bis 1869 weiter, bevor die verbliebenen Schwestern in das Kloster Mariastern Gwiggen übersiedeln.
Baptista Rutz starb 77-jährig in ihrem 60. Professjahr am 14. März 1854 in Paradies.

### Letzte Äbtissin

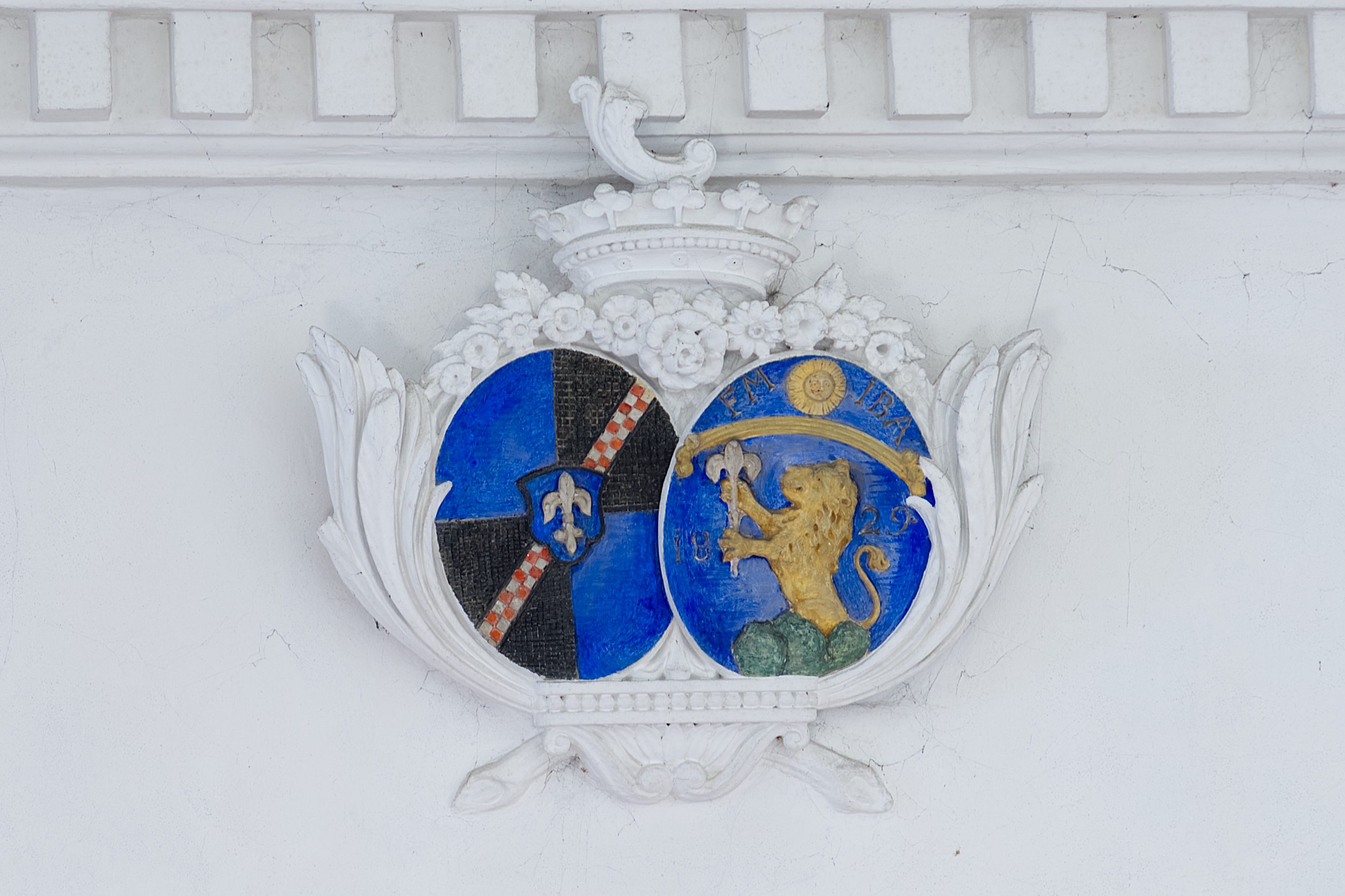
Wappenschild des Klosters Tänikon und der Äbtissin Maria Johanna Baptista Rutz

Wohl das Ende einer 600-jährigen Geschichte ahnend, erfolgte auf die Initiative von Maria Johanna Baptista Rutz in den Jahren 1829 bis 1831 die grosse Umgestaltung und Restaurierung der Kirche, die mit der Installation einer neuen Orgel in den Jahren 1837–1840 ihren Abschluss fand.
Die neue Kantonsverfassung von 1831 verschärfte die staatliche, insbesondere die finanzielle Aufsicht über das Kloster. Die angesprochenen Baumassnahmen an der Kirche und insbesondere der durch sie veranlasste Verkauf von Glasgemälden an den Konstanzer Sammler und Handelsmann Johann Nikolaus Vincent im Jahr 1832 sind in diesem Zusammenhang zu sehen.
In ihrer Rechtfertigung gegenüber dem Regierungsrat des Kantons Thurgau, der erst ein Jahr später vom Verkauf der wertvollen Sammlung (mindestens 44 Scheiben aus dem Kreuzgang und allenfalls noch weitere aus anderen Gebäuden) erfahren und sich kraft seiner Finanzaufsicht erkundigt hatte, fällt ein beachtlich eigenständiges Handeln und ein gegenüber den Herren der Regierung selbstbewusstes Argumentieren auf. Die zum Zeitpunkt 55-jährige Äbtissin schob Unwissenheit vor, die man ihr in dem Moment nicht abnehmen mag. Der Erlös (800 Gulden) sollte auch der Finanzierung der Kirchenrenovation sowie der Orgel und zu guter Letzt einer künftigen Kirchgemeinde, die so viel wie möglich aus dem Erbe des Klosters erhalten soll, zugutekommen.